# Breakout (chanson de Dream)
Pour les articles homonymes, voir Breakout.
Singles de Dream
Perfect Girls / To the Top
(2009) My Way ~ULala~
(2010)
Breakout  est un single indépendant du groupe féminin Dream, sorti en distribution limitée le 1er mars 2010 au Japon sous le label indépendant Rhythm Republic lié à avex trax, six mois après le précédent single du groupe, Perfect Girls / To the Top, lui aussi en indépendant.
Après ce dernier, c'est le deuxième disque du groupe à sortir sous le nom Dream (avec majuscule), le deuxième à ne plus sortir directement sous le label avex trax, et le deuxième à être enregistré par la nouvelle formation du groupe à six membres, après le départ de Yū Hasebe en 2008.
Il ne sort qu'en édition "CD+DVD" incluant un DVD contenant le clip vidéo d'un des titres, vendu uniquement lors de prestations du groupe et par le magasin de musique mu-mo, et n'est donc pas classé à l'Oricon.
Il contient deux chansons, qui figureront sur l'album Hands Up! qui sortira un an plus tard, et leurs versions instrumentales.

## Liste des titres
CD
1. Breakout
2. I Believe
3. Breakout (Instrumental)
4. I Believe (Instrumental)

DVD
1. Breakout (clip vidéo)

## Membres
- 1re génération : Kana Tachibana
- 2e génération : Sayaka Yamamoto, Erie Abe, Aya Takamoto, Ami Nakashima, Shizuka Nishida